# Fernando Couto
Fernando Manuel Silva Couto (Espinho, 1969. augusztus 2. –) portugál válogatott labdarúgó.
A portugál válogatott tagjaként részt vett a 2002-es világ illetve az 1996-os, 2000-es és a 2004-es Európa-bajnokságon.

## Sikerei, díjai
Porto
- Portugál bajnok (3): 1987–88, 1991–92, 1992–93
- Portugál kupagyőztes (3): 1987–88, 1990–91, 1993–94
- Portugál szuperkupagyőztes (2): 1991, 1994

Parma
- UEFA-kupa győztes (1): 1994–95

Barcelona
- Spanyol bajnok (1): 1997–98
- Spanyol kupagyőztes (2): 1996–97, 1997–98
- Spanyol szuperkupagyőztes (1): 1996
- KEK győztes (1): 1996–97
- UEFA-szuperkupa győztes (1): 1997

Lazio
- Olasz bajnok (1): 1999–00
- Olasz kupagyőztes (2): 1999–00, 2003–04
- Olasz szuperkupagyőztes (2): 1998, 2000

Portugália
- U20-as világbajnok (1): 1989
- Európa-bajnoki döntős (1): 2004
- Európa-bajnoki bronzérmes (1): 2000

## Kapcsolódó szócikk
- Doppingvétség miatt eltiltott sportolók listája